# Kalle Blomkvist
Kalle Blomkvist je literární hrdina, smyšlený chlapecký detektiv, kterého vytvořila švédská spisovatelka Astrid Lindgrenová. Vystupuje ve třech jejích knihách, které byly přeloženy do třiceti dvou jazyků. K napsání příběhů ji inspirovala její práce stenografky, kterou vykonávala pro švédského profesora kriminalistiky Harry Södermana. Knihy vyšly v letech 1946–1953:
- Mästerdetektiven Blomkvist (1946, Velký detektiv Blomkvist), česky jako Detektiv Kalle má podezření,
- Mästerdetektiven Blomkvist lever farligt (1951, Velký detektiv Kalle Blomkvist žije nebezpečně), česky jako Svěřte případ Kallovi,
- Kalle Blomkvist och Rasmus (1953, Kalle Blomkvist a Rasmus), česky jako Kalle Blomkvist zasahuje.

## Postava Kalleho Blomkvista
Kallovi Blomkvistovi je v první knize třináct let, ve druhé čtrnáct a ve třetí patnáct let. Svá dobrodružství prožívá ve smyšleném městě Lillköping, které je podobné autorčinu rodnému městečku Vimmerby. Chce se stát detektivem, proto každého sleduje, jestli nedělá něco podezřelého, co by mohl prošetřit. Je za to popichován svými přáteli, Andersem Bengtssonem a Evou-Lottou Lisanderovou. Má však opravdu detektivní nadání a podaří se mu se svými přáteli odhalit zločiny, u kterých dospělí neuspěli.
Kalle pochází z rodiny obchodníka s koloniálním zbožím, Anders je synem obuvníka a Eva-Lotta dcera pekaře. Společně tvoří tzv. rytíře Bílé růže, kteří svádí „těžké“ boje s rytíři Červené růže, což je další dětská parta tvořená chlapci Jontem, Benkou a Sixtenem. Jejich souboje jsou inspirovány válkou růži v Anglii v 15. století a jejich cílem je získat kámen „Velký bručoun“. Skupina, která tento kámen nemá, musí vynaložit veškeré úsilí k jeho nalezení a získání. Mezi oběma skupinami však panuje pouze dětská rivalita, ve skutečnosti jsou to všichni dobří kamarádí a pomáhají si.

## Knihy o Kallovi Blomkvistovi

### Detektiv Kalle má podezření
V Lillköpingu se během letních prázdnin najednou objeví strýček Kallovy kamarádky Evy-Lotty jménem Einar, který zde již nebyl mnoho let. Protože se chová velmi podivně (zajímá se neustále o zříceninu starého hradu, v noci leze oknem z pokoje atp.) vzbudí Kallovo podezření. To je oprávněné, protože se ukáže, že Einar se svými kumpány ukradl šperky stockholmského bankéře a ukryl je ve zřícenině. Vše končí zatčením zlodějů, na kterém má Kalle obrovský podíl.

### Svěřte případ Kallovi
V Lillköpingu je opět horké léto a letní prázdniny. Ospalou pokojnou atmosféru však naruší vražda. Kale sice ponechává vyšetřování na policii, ale má velkou obavu o Evu-Lottu, protože v místních novinách otiskli článek o této vraždě s tím, že Eva-Lotta viděla pachatele. Ten se jí snaží zbavit pomocí otrávené bonboniéry, ale Kalle tomu včas zabrání.
Když si pak Bílá růže hrála v zámečku na okraji města, přepadl je vrah s revolverem. Kallovi a Andersovi se jej podařilo porazit na zem a vzít mu zbraň, kterou vyhodili oknem. Utíkali pak do parku, kde uviděli policisty. Vrah je spatřil také a snažil s uprchnout ve svém autu, což se mu nepovedlo, protože mu rytíři Červené růže v čele se Sixtenem propíchali pneumatiky.

### Kalle Blomkvist zasahuje
Příběh se odehrává opět během dalších letních prázdnin v městečku Lillköping, kde opět vzplane válka dvou Růží. Pak však dojde k únosu malého čtyřletého kluka Rasmuse a jeho otce, významného vědce, působícího ve vojenském výzkumu. Protože se Eva-Lotta snaží únosu Rasmuse zabránit, odvezou únosci i ji. Kallovi a Andersovi nezbývá nic jiného než se vydat po stopách únosců a nakonec se jim podaří zachránit Rasmuse, jeho otce, ale i plány na výrobu neprůstřelných plechů.

## Filmové a televizní adaptace
- Mästerdetektiven Blomkvist (1947, Detektiv Blomkvist), švédský film, režie Rolf Husberg.
- Mästerdetektiven och Rasmus (1953, Velký detektiv a Rasmus), švédský film, režie Rolf Husberg.
- Mästerdetektiven lever farligt (1957, Velký detektiv žije nebezpečně), švédský film, režie Olle Hellbom.
- Mästerdetektiven Blomkvist på nya äventyr (1966, Nová dobrodružství detektiva Blomkvista), švédský film, režie Etienne Glaser.
- Podezřelé prázdniny (1972), československá minisérie, režie Ludvík Ráža.
- Приключения Калле-сыщика (1976, Dobrodružství detektiva Kalleho), dvoudílný ruský sovětský televizní film, režie Arunas Žebriunas.
- Ohrožené prázdniny (1991), československá minisérie, režie Libuše Koutná.
- Kalle Blomkvist - Mästerdetektiven lever farligt (1996, Velký detektiv Kalle Blomkvist žije nebezpečně), švédský film, režie Göran Carmback.
- Kalle Blomkvist och Rasmus (1997, Kalle Blomkvist a Rasmus), švédský film, režie Göran Carmback.
- Kalle Blomkvist - Mästerdetektiven lever farligt (2001, Velký detektiv Kalle Blomkvist žije nebezpečně), švédský televizní film, režie Göran Carmback.
- Kalle Blomkvist och Rasmus (1997, Kalle Blomkvist a Rasmus), švédský televizní film, režie Göran Carmback.

## Česká vydání
- Kalle Blomkvist zasahuje, SNDK, Praha 1964, přeložil Jan Rak, znovu 2003 a 2009.
- Detektiv Kalle má podezření, Albatros, Praha 1970, přeložila Olga Štrosová, znovu 2008 a Ivo Železný, Praha 1993 a 2001.
- Svěřte případ Kallovi, Albatros, Praha 1971, přeložila Olga Štrosová, znovu 2002 a 2008.
- Třikrát detektiv Kalle, Albatros, Praha 2018, přeložili Olga Štrosová a Jan Rak, souborné vydání knih Detektiv Kalle má podezření, Svěřte případ Kallovi a Kalle Blomkvist zasahuje.